# Michel Mesquita
Michel Platini Ferreira Mesquita, genannt Michel Platini (* 8. September 1983 in Brasília, Brasilien), ist ein brasilianischer Fußballspieler.
Michel Platini spielte für den brasilianischen Club Ceilândia, Araguaína, den chinesischen South China, den ungarischen FC Tatabánya und den portugiesischen Estrela Amadora, bevor er 2008 einen Zweijahresvertrag beim FC Tschernomorez Burgas unterschrieb. In seiner ersten Saison in der bulgarischen A-Liga spielte er 26 Spiele und erzielte zehn Tore. Damit war er der beste Torschütze seiner Mannschaft.
Am 31. August 2009 wechselte Michel Platini für 510.000 Euro zum ZSKA Sofia (das nach dem Erreichen der Gruppenphase der Europa League dringend einen Stürmer suchte), wo er einen Dreijahresvertrag unterschrieb. Bis heute (August 2012) schuldet ZSKA den Großteil der Transfersumme und versucht durch juristische und administrative Handlungen die Zahlung zur verzögern. Trotzdem spielte Platini für ZSKA.
In der Winterpause der Saison 2011/12 wechselte Mesquita zum rumänischen Dinamo Bukarest für 10.000 Euro. Nach diesem halbjährigen Engagement wechselte er im Sommer 2012 wieder zurück zu ZSKA Sofia. Dort kam er erst in der zweiten Saisonhälfte 2012/13 verstärkt zum Einsatz. Im Sommer 2013 schloss er sich dem amtierenden Meister Ludogorez Rasgrad an. Dort kam er nur unregelmäßig zum Zuge und gewann am Saisonende neben der Meisterschaft auch den bulgarischen Pokal. Er verließ den Klub im Sommer 2014 wieder und heuerte bei Slawia Sofia an. Anfang 2015 kehrte er in sein Heimatland zurück, wo er sich Brasília FC anschloss. Seitdem tingelt er durch unterklassige Klubs ohne längerfristige Anstellungen.

## Erfolge
ZSKA Sofia
- Bulgarischer Fußballpokal: 2011
- Bulgarischer Fußball-Supercup: 2011

Ludogorets
- A Grupa: 2013/14
- Bulgarischer Fußballpokal: 2013/14